# 타론다 존스
타론다 존스(Ta'Rhonda Jones, 1988년 7월 12일 ~ )는 미국의 배우, 래퍼이다.

## 텔레비
- 엠파이어 (2015년 드라마)
- 시카고 PD

## 영화
- 캡티브 스테이트